# Авангард социалистов
Авангард социалистов — секретная военизированная политическая организация в составе Арабского социалистического союза, правящей партии Египта. Существовала в 1966 — 1971 годах и формировалась по принципу личной преданности президенту Египта Гамалю Абдель Насеру.

## Основание организации
Создание Авангарда социалистов (или «Политического аппарата» ), как верного президенту ядра партии, началась в 1963 году, когда формировались структуры Арабского социалистического союза. В апреле 1966 года создание Авангарда было закончено, и в сентябре того же года Гамаль Абдель Насер впервые открыто заявил о его существовании.

## История организации
Авангард социалистов начал формироваться в 1963 году на основе отдельных рабочих групп, занимавшихся разработкой предложений и рекомендаций по вопросам идеологии и партийного строительства в составе АСС, сформированных по личному указанию Насера. В некоторых из них участвовали бывшие египетские коммунисты, часть из которых была принята в Авангард социалистов. Так как организация формировалась руководителями АСС, она не избежала тех недостатков, которые нёс в себе Арабский социалистический союз. К 1967 году многие руководители АС были назначены по принципу личной заинтересованности того или иного руководителя АСС и политическая направленность организации оставалась неясной. Роль Авангарда социалистов должна была возрасти в ходе реорганизации АСС, проведённой после 30 марта 1968 года. В этот день Насер выступил с программной речью, в которой заявил об усилении роли актива АСС и назвал одной из основных задач ЦК АСС руководство «авангардной политической организацией внутри Арабского социалистического союза». Однако Авангард социалистов так и не стал основой авангардной партии, оставшись подчинённым Насеру секретным внутрипартийным аппаратом.
После смерти Насера в 1970 году принцип личной преданности утратил силу и, на первых порах, контроль над Авангардом получила группа министров и политиков, группировавшаяся вокруг вице-президента маршала Али Сабри, известного своими симпатиями к Советскому Союзу. Ставший президентом Анвар Садат не имел в прямом подчинении этой важной политической структуры, но это не помешало ему оперевшись на личную охрану и Республиканскую гвардию сместить Сабри и его сторонников в мае 1971. В период с 13 по 15 мая 1971 года в руководстве Авангарда социалистов были проведены аресты, а в ходе дальнейших реорганизаций Арабского социалистического союза, проведённых Садатом, Авангард социалистов прекратил своё существование.

## Задачи Авангарда социалистов
Авангард социалистов должен был обеспечить пропаганду и успех проводимых Насером преобразований во всех областях жизни Египта, а также защиту существующего строя. Он, вероятно, так же был каналом по сбору информации о настроениях в обществе и дополнительным средством выявления тайной оппозиции. По замыслу Насера Авангард социалистов в далёкой перспективе должен был стать монолитной и организованной политической партией, которая заменила бы аморфный и малоэффективный Арабский социалистический союз. При этом Насер считал создание в ближайший период легальной социалистической партии невозможным.

## Структура организации
Авангард социалистов представлял собой действующие втайне группы преданных Насеру членов Арабского социалистического союза, связь между которыми поддерживалась исключительно через руководителей. Авангард имел тайные склады оружия, его члены пользовались специальной связью и были обязаны находиться в готовности, чтобы выступить на защиту режима Насера. В организацию принимались только люди, доказавшие каким- то образом свою преданность Насеру.